# Firmament

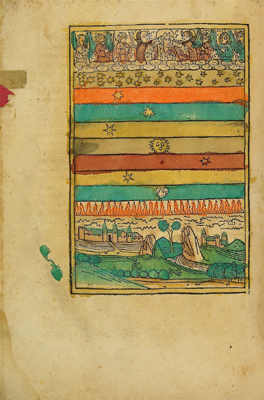
Schematische Seitenansicht des Sphärenmodells: unten die Erde, darüber liegen verschiedene Sphären, oberhalb der Fixsternsphäre ist der Platz im ‚Himmel‘ (farbiger Holzschnitt aus dem Buch der Natur des Konrad von Megenberg, 1481)

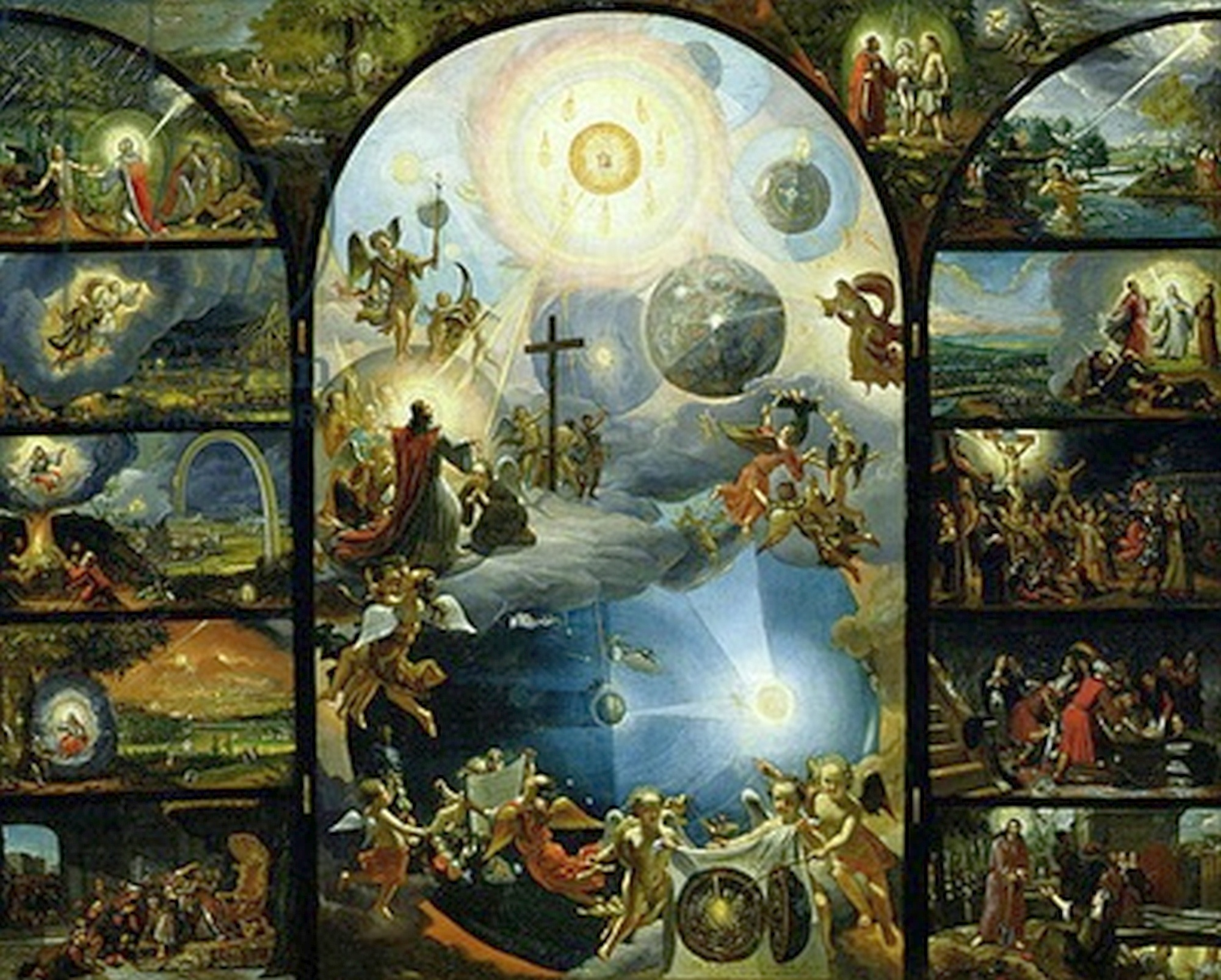
Allegorie der Schöpfung des Kosmos (Dominicus van Wijnen, 17. Jh.)

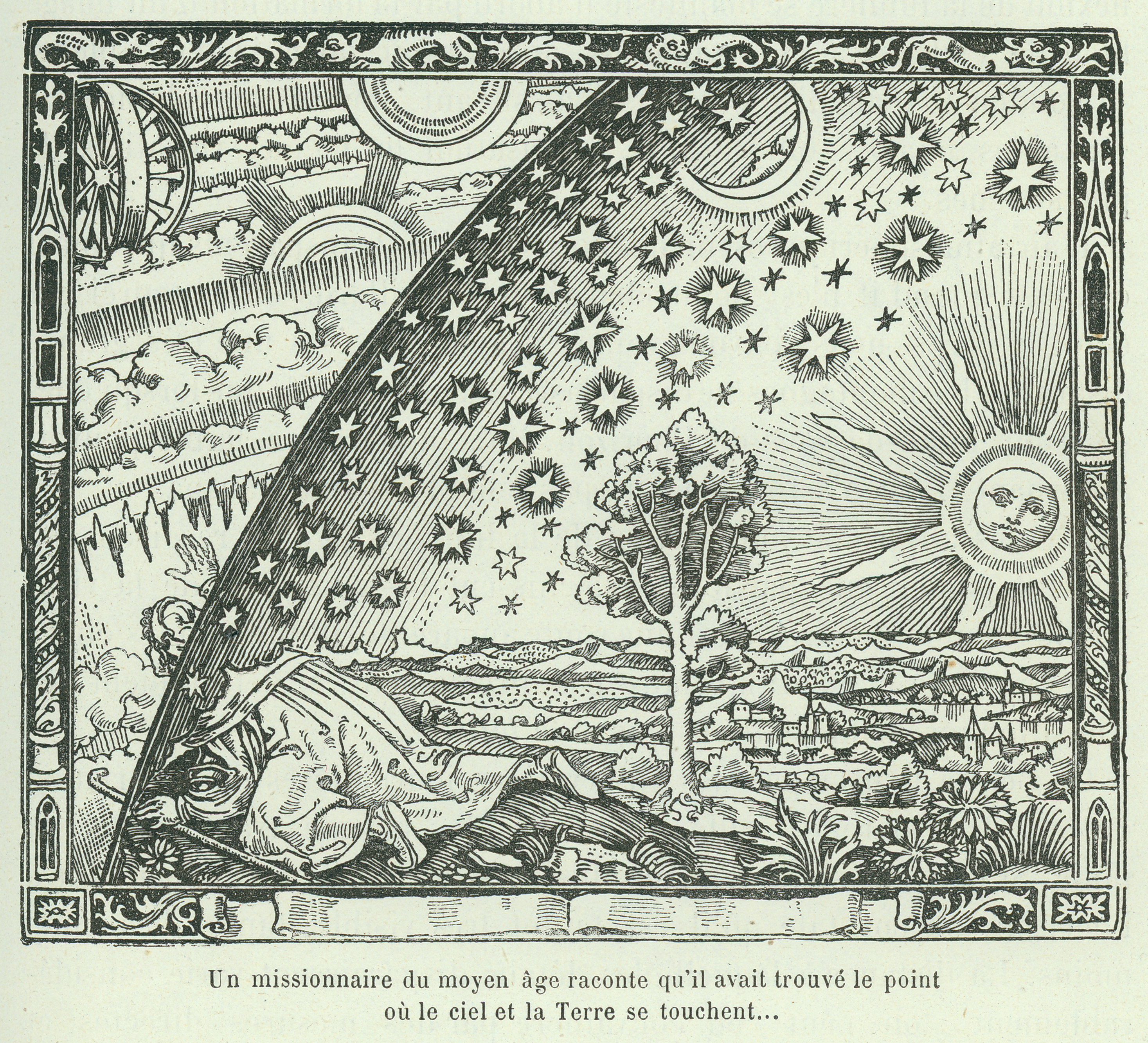
Bild der Vorstellung, der Sternenhimmel sei ein kugelförmiges festes Gebilde (Flammarions Holzstich, Paris 1888)

Firmament, auch Himmelszelt oder Himmelsgewölbe, bezeichnet in frühen Weltbildern einen über der Erde gelegenen Teil des Kosmos als jene Sphäre, an der die Fixsterne befestigt gedacht waren. Im heutigen deutschen Sprachgebrauch ist Firmament ein gehobener Ausdruck für Himmel und Himmelsgewölbe.

## Begriffsgeschichte
Der Begriff des Firmaments geht auf ein kosmologisches Konzept zurück, das für den Anblick des Himmels und die Bewegung von Himmelskörpern vor dem Hintergrund des sich scheinbar drehenden Sternenhimmels sowie eine Fülle astronomischer und meteorologischer Ereignisse das protowissenschaftliche Modell eines geozentrischen Weltbildes entwirft. Der mittelhochdeutsche Ausdruck Firmament ist entlehnt aus spätlateinisch firmamentum (eigentlich: ‚Befestigungsmittel‘). Nach mittelalterlicher Vorstellung hatte jeder der sieben Planeten eine Sphäre (einen Himmel) für sich; darüber war als achte Sphäre das Firmament, an dem die Fixsterne befestigt gedacht waren.
Im Versuch, den scheinbaren Lauf von Wandelsternen um die Erde zu erklären, beschreibt das geozentrische Modell die Vorstellung, die Sonne, der Mond und eine Reihe Planeten würden je auf verschiedenen Sphären bewegt. Als das von der Erde am weitesten entfernte der kugelschalenähnlichen Gebilde galt das feste Firmament, die Himmelsfeste,  mit den darauf fixierten, gegeneinander unbeweglichen Fixsternen. Es umschloss die nach innen zu aufeinanderfolgenden anderen (sieben) Sphären.
Darüber oder dahinter begänne das Empyreum, der ‚Himmel‘ im religiösen Sinn als der Bereich des Überirdischen und Göttlichen. Das Firmament bildete damit eine trennende oder verbindende Schicht zwischen der irdischen Welt und der himmlischen höherer Mächte.
Im babylonischen Weltbild und im biblischen Weltbild, das darauf beruht, stellt man sich den Himmel als eine Trennung vor, die – vergleichbar einer riesigen Glasglocke – den Luftraum der Welt von der darüber liegenden Urflut trennt. In der deutschen Bibel wurde deshalb das Wort mit ‚Feste‘ übersetzt.
Im griechisch-antiken geozentrischen Weltbild wird es dann eine die Welt (Erde) umgebende, sich drehende Sphäre, beziehungsweise ein Satz konzentrischer Sphären, an der die Himmelskörper, insbesondere die „Fixsterne“ – daher deren Name – angeheftet sind (Fixsternsphäre). Dass das Firmament mehrere gegeneinander bewegliche Schalen umfassen müsste, folgt aus den schon von den Sumerern mathematisch ausformulierten Theorien über die vom Fixsternhimmel abweichenden Bewegungsbahnen der Planeten und insbesondere des Mondes. Ursprünglich hatte man sich letztere als – nicht festgemachte – „Wandelsterne“ vorgestellt, was dann ein übernatürliches Wesen erfordert, das sie steuert, oder auch Konzepte eines Himmelswagens und Ähnliches. Vorstellungen von Wagen, Lenkern und Sternenträgern gibt es in allen alten Kulturen, so bis heute bei den Namen einiger Sternbilder erhalten.
Auch weitere himmelsmechanische und Anblicksprobleme wurden mit höheren Wesen zu erklären versucht, so die bei den Griechen Atlas genannte Figur, die das Firmament zeitweise an einem Ende anhebt (um die Auswirkung der Schiefe der Ekliptik zu erklären).
Die philosophische antike Astronomie in Tradition des Aristoteles, die ohne – willkürlich agierende – höhere Mächte auszukommen suchte, erforderte deshalb einen komplexeren mechanischen Aufbau des Firmaments.
Von der Vorstellung des physisch Festgemachten löste man sich dann mit den Theorien des Johannes Kepler und seiner Vorgänger und Nachfolger, die zwar die Gesetzmäßigkeiten, nicht aber die Ursachen beschreiben konnten (Kepler favorisiert in seiner Harmonia Mundi Strukturen in Form der platonischen Körper als Träger der Bahnen und der Fernwirkungen). Nach den Äther-Theorien des 19. Jahrhunderts (das griechische Wort Aither bedeutet „blauer Himmel“ und beschreibt eine elektromechanisch aktive vermeintliche Grundsubstanz des „Weltraums“) gelang es erst der Generation Albert Einsteins, ein kosmologisches Modell zu formulieren, das ohne expliziten „Träger“ der Körper auskommt: Hier werden Materie, Raum-Zeit-Kontinuum und Gravitation als ein wechselwirkendes dynamisches System aufgefasst, deren jeweiliger Einfluss untereinander die Positionen zueinander bestimmt.
Die phänomenologische Anblicksproblematik besteht bis heute in der Bezeichnung Himmelskugel der Astronomie: Das ist eine als unendlich weit entfernt gedachte Kugelschale um die Erde, die bei Anwendung der projektiven Geometrie als Abbildungsebene dient (Sphärische Astronomie).